# Grzegorz Fitelberg
Grzegorz Fitelberg, född 18 oktober 1879 i Dzwinsk, död 10 juni 1953 i Katowice, var en polsk dirigent och tonsättare. Han var far till Jerzy Fitelberg.
Grzegorz Fitelberg studerade vid konservatoriet i Warszawa, och var sedan 1908–1935 med kortare och längre avbrott kapellmästare vid filharmoniska orkestern i Warszawa. Avbrotten innefattade bland annat arbete som kapellmästare vid Wienoperan, opera- och konstdirigent i Sankt Petersburg, Moskva och London samt vid Djagilevs balett. Från 1935 var han förste kapellmästare vid polska statsradion. Han var gästdirigent i Stockholm och Göteborg 1929 samt gästdirigent i svensk radio 1946. Fitelberg intresserade sig särskilt för modern polsk musik. Han komponerade två symfonier, Polsk rapsodi med flera orkesterverk, kammarmusik, en violinkonsert och sånger.